# Нижняя Силезия
Ни́жняя Силе́зия (сил. Dolny Ślůnsk, пол. Dolny Śląsk, сил.-нем. Niederschläsing, нем. Niederschlesien) — часть исторической области Силезия, расположенная на юго-западе Польши, главным образом на территории Нижнесилезского воеводства. Нижняя Силезия лежит по обоим берегам среднего течения Одры.

## История

Снежка

### Польское княжество
В древности территорию Нижней Силезии заселяли различные кельтские, а позднее германские племена, прежде всего вандалы. В V веке германцы были вытеснены славянами, двигающимися с востока. В источниках IX века содержатся упоминания о славянских племенах слензанах, тшебовлянах, дзядошанах, проживавших на территории Нижней Силезии. К этому времени относится возникновение первых городских центров силезских славян, из которых крупнейшим с самого начала стал Вроцлав. В X веке Нижняя Силезия была включена в состав Чешского княжества, но в 990 году после упорной борьбы она была завоёвана польским князем Мешко I и вошла в состав Польского государства. В начале XI века было основано Вроцлавское епископство, которое стало главной движущей силой христианизации в Силезии. В 1038 году чешский князь Бржетислав I вновь занял Нижнюю Силезию, которая была возвращена Польше лишь в 1054 году под условием уплаты дани.
В 1138 году Силезия была выделена в отдельное княжество под властью старшей ветви польской династии Пястов — потомков Владислава II Изгнанника. Сыновья Владислава II в 1173 году разделили Силезию на две части: Нижняя Силезия и Любушская земля отошла Болеславу I Высокому, а Верхняя — его младшему брату Мешко IV.
При преемниках Болеслава I Нижнесилезское княжество стало одним из сильнейших польских государств, а его князья стали верховными правителями всех польских земель. Однако нашествие монголов в 1241 году и смерть Генриха II Благочестивого в битве при Легнице прервали поступательное развитие Нижнесилезского княжества. Уже в конце 1248 года началось дробление государства: сначала образовались Легницкое и Вроцлавское княжества, затем обособились Глогув (1249), Явор (1273), Жагань и Сцинава (1278).
Любушская земля в 1278 году была заложена, а затем и окончательно присоединена к Бранденбургу. На её территории была создана Новая марка, игравшая роль плацдарма в проникновении Бранденбурга на польские и поморские территории. К концу XIII века на территории Нижней Силезии образовалось несколько небольших независимых княжеств, враждовавших друг с другом. В начале XIV века наиболее крупными из них стали Глогувское, Вроцлавское и Свидницкое княжества. Параллельно шёл процесс германизации за счёт массового переселения в Силезию немецких колонистов и введение в городах немецкого городского права (главным образом, Магдебургского). Первым польским монархом, для которого немецкий язык был родным, стал нижнесилезский князь Болеслав II Рогатка (ум. в 1278 году).

### Под властью Чехии
Ослабление центральной власти привело к усилению давления на Нижнюю Силезию со стороны соседних, более сильных государств, прежде всего Чехии. Уже Генрих IV Пробус, князь Вроцлавский, в 1266 году признал сюзеренитет чешского короля Пржемысла Оттокара II. Силезские князья активно поддерживали Чехию в её войнах с Габсбургами и Венгрией. C XIV века началось фактическое вхождение нижнесилезских княжеств в состав Чехии. В 1331 году был присоединён Глогув (окончательно в 1488 году), в 1335 году — Вроцлав, за ним последовали Явор и Свидница (1392), Зембицкое (1428) и Олешницкое княжества (1492).
Прочие небольшие владения нижнесилезских князей также признали сюзеренитет Чехии. Жаганьское княжество в 1472 году попало под власть курфюршества Саксонии. Кросно в 1482 году было закреплено за Бранденбургом. Вхождение в состав владений чешской короны не привело к объединению нижнесилезских земель: политические конфликты второй половины XV века между Габсбургами и Ягеллонами, Йиржи из Подебрад и Матьяшем Хуньяди привели к образованию в регионе нескольких владетельных княжеств, находящихся под сюзеренитетом Чехии, но управляемых собственными династиями. К 1525 году польский род Пястов продолжал находиться у власти лишь в Бжеге, Легнице и Волове, Ягеллоны владели Глогувом, Подебрады — Зембицей (Мюнстерберг) и Олешницей (Эльс), Вроцлав и Ныса принадлежали епископу Вроцлавскому. Остальная территория Нижней Силезии находилась в непосредственном подчинении короля Чехии. Чешское господство в регионе сопровождалось новым притоком немецких колонистов, поселявшихся не только в городах, но и в сельской местности. Польский язык стал постепенно вытесняться из обращения немецким.

### В составе Австрийской монархии

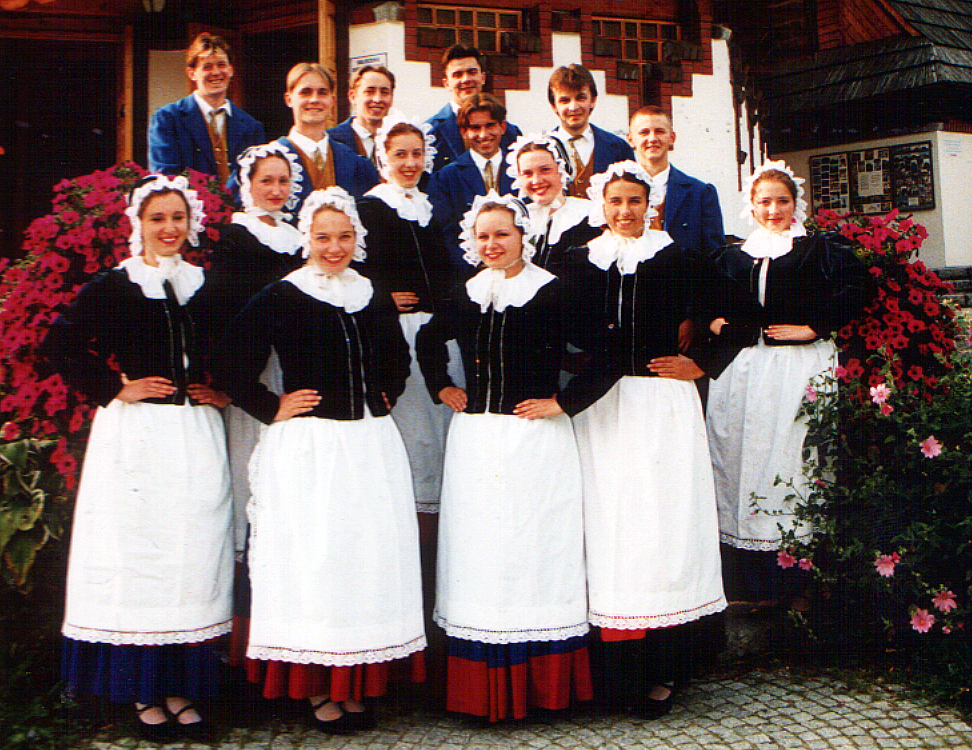
Традиционный силезский костюм

В 1526 году Нижняя Силезия в составе владений чешской короны вошла в состав монархии Габсбургов. Это дало новый толчок германизации. Одновременно в регион началось проникновение Реформации. Одним из её лидеров стал бжегский князь Фридрих II, который принял лютеранство и в 1534 году запретил католические богослужения на территории своего княжества. Лютеранское вероисповедание также нашло значительное число приверженцев в нижнесилезских городах среди немецкоязычного патрициата. Политику Фридриха II продолжил его сын Георг II, превративший Бжег в один из важнейших центров протестантства в северо-восточной части Священной Римской империи. Однако к концу XVI века католическая конфессия восстановила свои позиции в Нижней Силезии. В 1675 году скончался последний представитель польской династии Пястов — Георг Вильгельм, князь Бжега, Легницы и Волова, и эти владения вошли в состав Австрийской монархии. В период правления Габсбургов в Нижней Силезии усилилась централизация административного и судебного аппарата. Хотя продолжалась практика предоставления части силезских земель в лены влиятельным аристократическим родам (Олешница стала владением Виртембергов, Жагань — Валленштейнов, а затем Лобковицев), фактическое управление находилось в руках Венского правительства.

### В составе Пруссии и Германии

Силезия на карте Германии, 1871

В 1740 году Нижняя Силезия была захвачена войсками прусского короля Фридриха II Великого, который выдвинул претензии на бывшие княжества Бжег, Легница и Волов на основании нереализованного договора 1537 года между Фридрихом II Бжегским и Иоахимом II Гектором о наследовании этих владений Гогенцоллернами. После поражения в Силезских войнах, по мирному договору в Бреслау 1742 года, подтверждённому Дрезденским договором 1745 года, Австрия уступила всю Нижнюю Силезию Пруссии. Эта территория вошла в состав провинции Силезия (нем. Provinz Schlesien) с центром во Вроцлаве (Бреслау). Вхождение в состав Пруссии ускорило экономическое развитие Нижней Силезии: область превратилась в один из крупнейших центров полотняной и хлопчатобумажной промышленности Европы. В начале XIX века начался бурный рост металлургии. Колонизация, поощряемая и частично финансируемая правительством, привела к массовому притоку в Нижнюю Силезию немецкого населения, особенно из Вюртемберга. К концу XIX века более 90 % населения Нижней Силезии считали своим родным языком немецкий.
В 1871 году Нижняя Силезия вместе с другими прусскими владениями вошла в состав Германской империи. После Первой мировой войны область осталась в составе Германии, а в 1919 году была образована отдельная провинция Нижняя Силезия, включающая также территорию Гёрлица. С 1938 по 1941 годы Нижняя Силезия была вновь объединена с Верхней в рамках единой провинции Силезия. В мае 1939 года в Нижней Силезии жило 4 846 333 человек.

### В составе Польши
По результатам Второй мировой войны в 1945 году территории к востоку от Нейсе были переданы Польше. Немецкое население было выселено с территории Нижней Силезии, началось заселение поляками, прибывающими преимущественно из Западной Белоруссии и с Западной Украины, включённых в состав СССР в 1939 году. В 1945—1975 гг. Нижняя Силезия входила в состав Вроцлавского воеводства Польской Народной Республики, а после административной реформы 1975 года на её территории было образовано четыре отдельных воеводства: Вроцлавское, Еленогурское, Легницкое и Валбжихское. В результате укрупнения польских регионов в 1998 году было образовано единое Нижнесилезское воеводство с центром во Вроцлаве.
Находившаяся западнее реки Лужицкая Ниса территория Нижней Силезии вошла в состав ГДР, и ныне — в состав земли Саксония (регион Верхняя Лужица, с городами — Гёрлиц, Хойерсверда, Вайсвассер, Ниски).
С 1945 по 1993 год на территории Нижнесилезского воеводства была дислоцирована большая часть Северной группы войск Вооружённых сил СССР.